# Erythrops neopolitana
Erythrops neopolitana är en kräftdjursart som beskrevs av Colosi 1929. Erythrops neopolitana ingår i släktet Erythrops och familjen Mysidae. Inga underarter finns listade i Catalogue of Life.